# پایسن (زالتسلاندکرایس)
پایسن (به آلمانی: Peißen) یک منطقهٔ مسکونی در آلمان است که در برنبورگ واقع شده‌است. پایسن ۱٬۲۴۴ نفر جمعیت دارد.